# Abdelrahman Fawzi
Abdelrahman Fawzi (ur. 11 sierpnia 1909, zm. 16 października 1988) – egipski piłkarz, reprezentant kraju. Podczas kariery występował na pozycji napastnika.

## Kariera klubowa
Podczas kariery piłkarskiej Abdelrahman Fawzi występował w klubie El-Masry.

## Kariera reprezentacyjna
Abdelrahman Fawzi występował w reprezentacji Egiptu w latach trzydziestych. W 1934 roku uczestniczył w mistrzostwach świata. Na mundialu we Włoszech wystąpił w przegranym 2-4 spotkaniu I rundy z Węgrami. Fawzi był bohaterem meczu, gdyż w pierwszej połowie strzelił obie bramki dla Egiptu.